# リヴィウ - ブロディ線
リヴィウ - ブロディ線（ウクライナ語: Залізнична Львів–Броди）はウクライナで複線の電化された、幹線鉄道の一つで、西ウクライナの中心都市リヴィウと北東方向にブロディを結ぶ。すべての区間で1520 mmの広軌が採択されている。ウクライナ鉄道、特にリヴィウ鉄道（ウクライナ語: Львівська залізниця）がこの路線の運営を担当している。

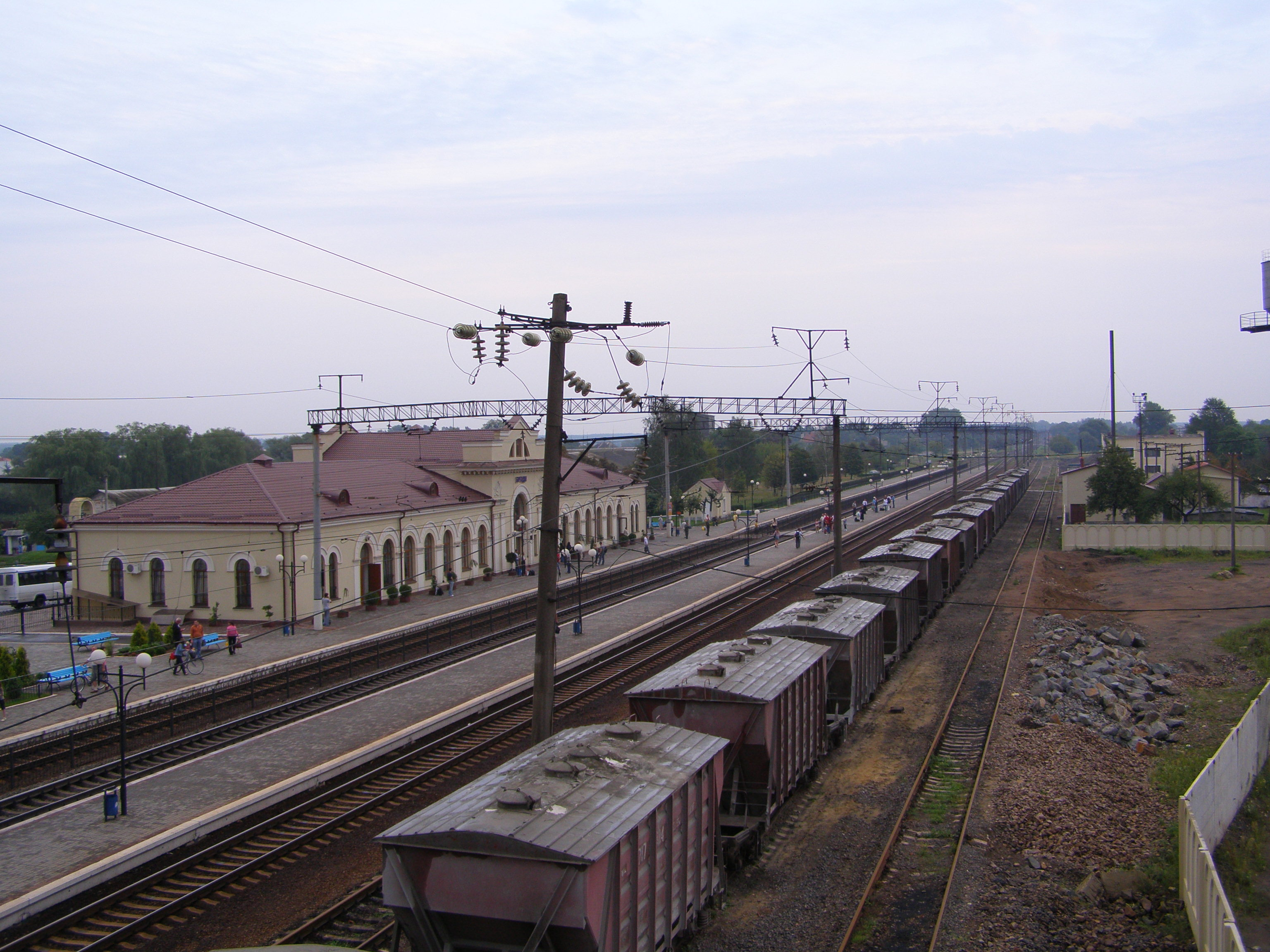
ブロディ駅

## 歴史

### ガリツィア・カール・ルートヴィヒ鉄道
1846年すでにクラカウとブローディの間に鉄道建設が計画されたが、政治的な不安定のため実行されなかった。レンベルグ - ブローディ区間は1869年7月12日に帝国特認ガリツィア・カール・ルートヴィヒ鉄道（ドイツ語: k.k. priv. Galizische Carl Ludwig-Bahn, CLB）により開通された。当時オーストリアに属したガリツィアの建設許可は、1867年5月15日にCLBに与えられた。
オーストリアとロシアの国境では単線の鉄道連結が1873年8月28日に実現された。標準軌1435 mmおよびロシア広軌1520 mmの線路が当時に両国で最も近い国境駅まで伸びていた。

### ポーランド国鉄と占領国の鉄道
第一次世界大戦の終結後、この路線はポーランド国鉄に引き受けられた。ロシアの広軌路線はポーランド国内で標準軌に改軌されて、1939年当時にこの路線とクラスネ - スドルブニウ（ポーランド語: Zdołbunów）区間は一つの時刻表番号で統合された。
1939年の第二次世界大戦の開始直後にソビエト連邦がポーランド東部を占領したことで、この路線はソビエト連邦鉄道（ロシア語: Советские железные дороги, СЖД）の所有となった。線路のゲージ変更はロシアの広軌（1520 mm）ですぐに開始された。しかし、1941年にドイツがソビエト連邦を攻撃して、この路線の軌間は1435 mmとして戻された。当時にこの路線はドイツ国営鉄道傘下の東部鉄道（ドイツ語: Ostbahn）に割り当てられた。

### ソ連鉄道とウクライナ鉄道
戦争の終結後、この路線はソ連鉄道によって取り戻されて、全体の区間は広軌に改修された。1991年にこの路線はウクライナ鉄道の路線網に組み入られた。